# 노데라보우

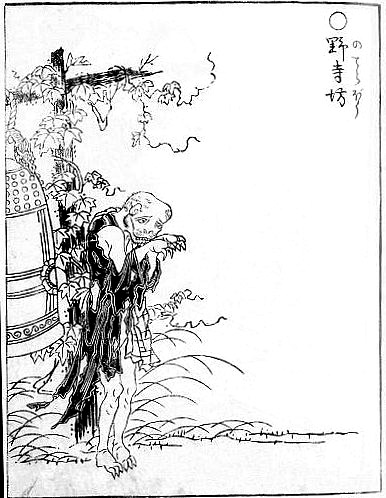

노데라보우(野寺坊)는 토리야마 세키엔의 《화도 백귀야행》에 실려 있는 요괴이다.
너덜너덜한 가사를 걸친 거지꼴의 중처럼 보이는 사람이 절간의 종 옆에 서 있는 모습으로 그려져 있다. 그러나 세키엔의 백귀야행 이외의 다른 문헌에는 나타나지 않고, 세키엔도 이 요괴가 어떤 요괴인지 해설을 달지 않았기 때문에 정체가 불분명하다.